# Человек, который не умирал
«Человек, который не умирал» (англ. The Man Who Wouldn't Die) — детективный фильм с элементами хоррора и комедии режиссёра Герберта И. Лидса, который вышел на экраны в 1942 году.
Это пятый в серии из семи фильмов о частном детективе Майкле Шейне, произведённых кинокомпанией Twentieth Century Fox в период 1940—1942 годов. Во всех фильмах главную роль Шейна сыграл Ллойд Нолан.
В этой картине Шейна вызывает в загородную усадьбу его знакомая Кэтрин Волфф (Марджори Уивер), в которую предыдущей ночью кто-то стрелял. Под видом молодого мужа Кэтрин Шейн останавливается в доме, где знакомится с его хозяином и отцом девушки, крупным промышленником Дадли Волффом (Пол Харви), его секретарём Альфредом Даннингом (Роберт Эмметт Кин) и учёным, доктором Хеггердом (Генри Вилкоксон), а также с Анной, молодой женой Волффа (Хелен Рейнолдс). После того, как убивают Хеггерда, Шейн выясняет, что предыдущей ночью Дадли, Даннинг и Хеггерд захоронили неподалёку от дома труп, который затем таинственным образом исчез. Это обстоятельство, а также некоторые улики побуждают Шейна обратиться за помощью к знакомому фокуснику Великому Мерлини (Чарльз Ирвин), который рассказывает о номере с захоронением заживо, который практикует его коллега Зора Бей (Лерой Мейсон). Выяснив некоторые подробности жизни Зоры Бея, Шейн раскрывает дело.
Современные критики позитивно оценивают картину как приятный небольшой детектив с элементами комедии и ужасов. Фильм насыщен событиями и отличается сильной актёрской игрой, хотя у него есть и определённые недостатки в сценарии.

## Сюжет
Ночью в загородной усадьбе молодая женщина Анна Волфф (Хелен Рейнолдс) наблюдает, как трое мужчин — её муж, бизнесмен Дадли Вольф (Пол Харви), его секретарь Альфред Даннинг (Роберт Эмметт Кин) и его друг доктор Хеггерд (Генри Вилкоксон) — грузят в автомобиль труп и уезжают. Они останавливаются в лесу, где зарывают труп, не подозревая, что это видит смотритель усадьбы (Фрэнсис Форд), оказавшийся в кустах. Тем временем в дом неожиданно приезжает взрослая дочь Волффа Кэтрин (Марджори Уивер), известная как Кей, сердечно приветствуя Анну. Когда возвращаются трое мужчин, Дадли выражает недовольство появлением Кей, которая должна была пожить у своей тёти в Вашингтоне. Кей объясняет, что когда узнала о проблемах отца в связи с сенатским расследованием, решила вернуться и помочь ему. Под давлением отца Кей затем признаётся, что вышла замуж за правительственного чиновника Роджера Блейка (Ричард Дерр). Дадли требует, чтобы Альфред немедленно вызвал его адвоката, так как уверен в том, что муж Кей охотится за его деньгами. Анна уговаривает мужа встретиться с Роджером, с которым, как выясняется, Кей собирается переехать в Южную Америку. Дадли соглашается встретиться с Роджером на следующий день, после чего Кей уходит в свою комнату, а Дадли предупреждает всех присутствующих, что его дочь ни в коем случае не должна знать, что произошло в доме этим вечером. По телефону Кей приглашает Роджера приехать как можно скорее, но тот отвечает, что сможет вырваться с работы только через три дня.
Ночью начинается гроза, распахивая окно в спальню Кей. Когда она просыпается, то видит в темноте незнакомца с сияющим глазами, который направляет на неё пистолет и стреляет. На крики Кей прибегают Дадли и Анна, однако незнакомца уже нет. Дадли находит на полу в ванной комок грязи, который незаметно прячет в карман. Когда Кей утверждает, что в комнате было привидение, которое в неё стреляло, Дадли замечает, что никакого следа от пули нигде нет, а за выстрел она, вероятно, приняла раскат грома. Заподозрив, что комок грязи каким-то образом попал с места захоронения трупа, Дадли вместе с Альфредом и Хеггердом направляется к могиле, где обнаруживает, что она пуста. Хеггерд уверяет Дадли, что человек, которого они похоронили, был мёртв. За этой сценой из кустов наблюдает всё тот же смотритель.
На следующее утро Кей просит по телефону своего друга, частного детектива Майкла Шейна (Ллойд Нолан) приехать в усадьбу для расследования покушения на её жизнь. Рассказывая ему о том, что произошло ночью, Кей подчёркивает, что несмотря на выстрел, от пули не осталось никакого следа. Она также говорит, что её отец, в отношении которого проводится сенатское расследование, не хочет никакой огласки. И, чтобы отец ничего не заподозрил, Кей предлагает представить его своим мужем Роджером. Познакомившись в Дадли, Анной и другими обитателями дома, Майкл говорит, что планирует провести вместе с Кей пару недель медового месяца в этом доме и не ехать сразу в Латинскую Америку. Майкл вместе с Кей поднимается в её комнату, обращая внимание, что из неё есть второй выход в гостиную. Изучив траекторию возможного выстрела, Майкл обнаруживает пулю в колонне кровати, а затем замечает, что их разговор из-за двери подслушивает Альфред. Кей тем не менее полагает, что его вряд ли можно подозревать, так как он работает на отца уже 25 лет. В слугах Кей также не сомневается. Когда речь заходит о докторе Хеггерде, которому Дадли организовал лабораторию в подвале дома, Майкл решает её посетить, не спрашивая его согласия. В прекрасно оснащённой лаборатории Хаггерд по заданию Дадли исследует способ продления человеческой жизни. В столе у Хаггерда Майкл обнаруживает полупустую коробку с патронами того же калибра, который он изъял из кровати Кей. Хотя у Кей возникали подозрения, что Хеггерд — шарлатан, и она даже говорила об этом отцу, однако она не верит, что Хеггерд мог стрелять в неё. Майкл садится в экспериментальное кресло и включает электричество, в результате чего его приковывает и начинает бить током от головы до ног. Майкл едва не теряет сознание, но вовремя появившийся доктор Хеггерд выключает установку. Они говорят доктору, что нашли у него коробку с такими же пулями, которая была обнаружена после выстрела в комнате Кей, после чего Хеггерд подтверждает, что у него действительно был пистолет этого калибра. Однако около трёх месяцев назад во время тренировки по стрельбе он потерял его.
После этого разговора Майкл за общим столом показывает пулю Дадли, который в свою очередь рассказывает, что прошлой ночью к нему приходил человек, который был его партнёром много лет назад. Сотрудничество было неудачным, и Дадли обнаружил доказательство, что партнёр пытался обмануть его. После этого он вышел из партнёрства, и теперь этот человек пришёл, чтобы потребовать денег. В течение многих лет он был банкротом, и время от времени Дадли помогал ему из жалости. Прошлой ночью он пришёл и потребовал невероятную сумму. Когда Дадли отказал, тот пришёл в ярость, стал обвинять Дадли в смерти его жены и дочери. Стал кричать как безумный, и даже угрожать ему и его семье. Но из-за сенатского расследования Дадли не стал обращаться в полицию. Дадли говорит, что теперь нечего опасаться, так как Альфред сегодня включил сигнализацию в доме. Кей заключает, что теперь ей всё понятно с вчерашним приведением, однако Майкл, похоже не уверен в этом. Когда все расходятся спать, Майкл проверяет в своей комнате датчик сигнализации. После этого кто-то пробирается к щитку сигнализации и отключает её. Человек со светящимися глазами снова оказывается в доме. С пистолетом в руке он заходит в комнату Хеггерда, убивает его и убегает во двор. Майкл бросается за ним в погоню, налетая у ограды на смотрителя. Дадли констатирует, что доктор Хеггерд мёртв. Так как сигнализация не сработала, Кей приходит к заключению, что призрак был в доме всё это время. В этот момент возвращается Майкл, сообщая, что преследовал «призрака», которому удалось сбежать. Без особого желания Дадли поручает Альфреду позвонить в полицию.
Вскоре прибывают начальник полиции Джонатан Мик (Олин Хоуленд) и коронер Тим Ларсен (Джефф Кори). Пока они наверху осматривают тело, Майкл спускается в лабораторию и включает рубильник на щитке сигнализации. Майкл получает согласие Мика присутствовать при допросе. По просьбе Майкла смотритель говорит, что ничего не видел. Появляется повариха Пегги (Рут Уоррен), которой Мик явно побаивается, вероятно, из-за неудачного ухаживания за ней на местном празднике. Затем Майкл проводит Мика к Дадли в библиотеку, где ожидают также члены семьи и Альфред. Появляется коронер с информацией, что Хеггерд был застрелен в сердце и умер мгновенно. Когда Майкл сообщает, что у Хеггерда был пистолет нужного калибра, Мик приходит к заключению, что доктора убили из его собственного пистолета. В этот момент срабатывает сигнализация, и Майкл гасит в библиотеке свет. Кто-то стреляет через окно и убегает, а Майкл и Мик бросаются за ним в погоню. Во лворе начинается перестрелка, но незнакомцу удаётся сбежать на машине Мика. Майкл и Мик гонятся за ним на машине Майкла. Срезав дорогу, они оказываются спереди и перегораживают беглецу путь. От неожиданности тот, резко тормозит, вылетает с дороги, машина переворачивается, взрывается и сгорает. Они вытаскивают из машины незнакомца, убеждаясь, что он не дышит, и заключают, что мёртв.
Вскоре после этого Майкл навещает своего друга, волшебника Гаса (Чарльз Ирвин), известного как Великий Мерлини, у которого спрашивает о номере с «похоронами заживо». Гас сообщает, что при этом используется техника поверхностного дыхания. Сам он не практикует это, но дважды видел этот номер: один раз — в исполнении Гудини, а второй раз — Зоры Бея (Лерой Мейсон). Увидев у Гаса альбом с вырезками о Зоре Бее, Майкл понимает, что это тот самый человек, за которым они гнались ночью. Майкл звонит в морг Ларсену и Мику, где выясняется, что труп жертвы аварии исчез.
Тем временем в загородную усадьбу Дадли к своей жене приезжает настоящий Роджер Блейк (Ричард Дерр). Дадли требует срочно пригласить его в столовую, и подтверждает удивлённым Дадли и Анне, что Роджер её муж. В этот момент в комнату входит Майкл, который вынужден сознаться, что он частный детектив, который по договорённости с Кей прикрывался именем Роджера для проведения расследования. Дадли выгоняет Майкла из дома в тот момент, когда в комнату заходит инспектор Мик. Майкл спрашивает у него об исчезнувшем из морга трупе, что вызывает всеобщее замешательство. Майкл намекает, что возможно «труп» только был принят за мёртвого, после чего Дадли хочет поговорить с ним наедине. Майкл проходит в кабинет и просит, чтобы при разговоре присутствовали также Анна и Альфред. Майкл рассказывает, что ему известно о том, что Дадли со своими помощниками прошлой ночью похоронил в лесу своего «партнёра», который якобы был мёртв. Дадли признаёт, что этот человек не был его партнёром, он даже его никогда не видел. Назвавшись государственным агентом, этот человек заявил, что в его распоряжении находятся документы, которые позволят разоблачить его перед сенатской комиссией. Когда он вынул стопку документов из портфеля, Дадли попытался выхватить их, но человек ударил его. Дадли ударил его в ответ, тот упал. Дадли позвал Альфреда и доктора Хеггерда, который констатировал, что человек умер. Документы, которые затем проверил Дадли, оказались абсолютно бесполезными. Майкл спрашивает, зачем Дадли, Альфред и Хеггерд поехали на могилу повторно. Дадли объясняет, что обнаружил в комнате Кей кусочек земли с иголками с места, где они вырыли могилу. И они поехали проверить тело, но оно пропало. Выслушав эту историю, Майкл уходит, говоря, что это дело полиции и, кроме того, он не хочет, чтобы его тоже посчитали сумасшедшим.
Дадли просит Мика усилить наблюдение за домом, так как подозревает, что этой ночью «тело» здесь появится вновь. Действительно, во время грозы кто-то пробирается в комнату Анны, собираясь её застрелить. Она называет его Зорой Беем, заявляя, что это не она, а доктор Хеггерд пытался подставить его. После этого она выхватывает пистолет и начинает стрелять, не сообразив, что стреляет в отражение человека в зеркале. После этого Майкл, который держал на своих руках тело мёртвого Зоры Бея, оттаскивает его в сторону, а затем сам заходит в комнату Анны. Вслед за ним в комнату вбегают Кей и Роджер, и Анна наводит на них револьвер. Вычислив, что пули в барабане закончились, Майкл отбирает у неё оружие. Появляется Дадли, которому Майкл показывает фотографию, на которой Зора Бей выступает в одном номере с Анной. После этого она рассказывает, что в своё время была замужем за Зорой Беем и работала в его магическом шоу. Восемь лет назад Зора Бей находился на борту корабля, который сгорел около побережья, и он был объявлен пропавшим без вести. Позднее Анна познакомилась с Дадли и вышла за него замуж, а через шесть месяцев после этого объявился Зора Бей. Он стал шантажировать Анну, требуя денег. Она боялась потерять Дадли, и потому позволяла ему шантажировать себя многие годы. Но в последний раз он потребовал сумму, которую Анна была не в состоянии заплатить. После чего, как догадывается Дадли, Зора Бей попытался шантажировать его фальшивыми бумагами. Майкл однако говорит, что, по его информации, Зора Бей вернулся в страну только месяц назад. Затем он спрашивает её про фокусника Великого Марлини, и она признаёт, что знает его. Майкл говорит, что Марлини рассказал ему много интересного про Зору Бея и его жену. Когда Зора Бей вернулся в страну, он нашёл свою жену и выяснил, что она замужем за Дадли, а также что она «очень дружна» с доктором Хеггердом. Зора Бей пришёл к Анне и Хеггерду и стал требовать у них деньги, но они предложили вместе шантажировать Дадли фальшивыми бумагами о сенатском расследовании. Они устроили дело так, чтобы возникла драка, в ходе которой Дадли ударил Зору Бея, а доктор Хеггерд объявил его мёртвым, используя умение Зоры Бея впадать в транс подобно тому, как он делает это в своём номере «похороненный заживо». Они точно рассчитали, что Дадли захочет избежать скандала и попытается избавиться от тела. Потом они собирались устроить побег Зоры Бея, а Дадли держать на крючке убийством. Но Анна и Хеггерд задумали обмануть и Зору Бея, закопав его заживо на глубине двух метров. И всё бы у них получилось, если бы не любопытный смотритель. Освободившись, Зора Бей начал мстить. Он пришёл в дом, чтобы убить Анну, но ошибся комнатой и выстрелил в Кей. Во второй раз он пришёл, чтобы убить Хеггерда. Когда он узнал, что Анна жива, он пришёл в третий раз. Раскрыв дело, Майкл уезжает, оставляя всю славу Мику.

## В ролях
- Ллойд Нолан — Майкл Шейн
- Марджори Уивер — Кей Волфф Блейк
- Хелен Рейнолдс — Анна Волфф
- Генри Вилкоксон — доктор Хеггерд
- Ричард Дерр — Роджер Блейк
- Пол Харви — Дадли Волфф
- Билли Биван — Филлипс, дворецкий
- Олин Хоуленд — начальник полиции Джонатан Мик
- Роберт Эмметт Кин — Альфред Даннинг
- Лерой Мейсон — Зора Бей
- Джефф Кори — коронер Тим Ларсен
- Фрэнсис Форд — смотритель

## Создатели фильма и исполнители главных ролей
Режиссёр фильма Герберт И. Лидс в период с 1938 по 1950 год поставил 22 фильма, среди которых такие популярные детективы категории В, как «Мистер Мото на опасном острове» (1939) и «Чарли Чан в городе тьмы» (1939), а также ещё три фильма из цикла о Майкле Шейне — «Синий, белый и идеальный» (1942), «Время убивать» (1942) и «Только что с Бродвея» (1942).
В период с 1940 по 1942 год Ллойд Нолан сыграл главную роль частного детектива Майкла Шейна в шести из семи фильмов этого цикла. В общей сложности, вплоть до 1986 года он появился в 96 картинах, включая такие как «Дерево растёт в Бруклине» (1945), «Шляпа, полная дождя» (1957), «Аэропорт» (1970). «Землетрясение» (1974) и «Ханна и её сёстры» (1986).
Марджори Уивер за свою актёрскую карьеру, охватившую период с 1936 по 1952 год, сыграла в 42 фильмах, среди которых «Агент президента» (1937) и «Молодой мистер Линкольн» (1939), два фильма о детективе Чарли Чане — «Смертельный круиз Чарли Чана» (1940) и «Убийство над Нью-Йорком» (1940), а также ещё два фильма о Майкле Шейне — «Майкл Шейн, частный детектив» (1940) и «Только что с Бродвея» (1942) (в каждом фильме цикла она играла другого персонажа).
Хелен Рейнолдс перед этой картиной появилась в другой роли ещё в одном фильме о Шейне «Синий, белый и идеальный» (1942). Всего за свою карьеру она сыграла в 17 картинах, в частности, у неё были заметные роли в драме «Собор Парижской богоматери» (1939), детективе «Двойные неприятности Святого» (1940) и комедии «Небеса могут подождать» (1943)).

## История создания фильма
Это пятый в серии из семи фильмов о детективе Майкле Шейне, произведённых студией 20th Century Fox в период 1940 −1942 годов.
В основу сценария фильма положен роман 1942 года американского детективного писателя Клейтона Роусона (англ. Clayton Rawson) «Нет гроба для трупа» (англ. No Coffin for the Corpse), в котором в качестве детектива выступает фокусник-сыщик Мерлини Великий. После покупки прав на роман руководство студии Twentieth Century Fox решило сделать по нему фильм как часть сериала о частном сыщике Майкле Шейне (сам Шейн был позаимствован из произведений другого детективного автора, Бретта Халлидея), а роль Мерлини Великого стала в фильме эпизодической.
Рабочие названия этого фильма — «Нет гроба для трупа» (англ. No Coffin for the Corpse ) и «Призрак на миллион долларов» (англ.  Million Dollar Ghost).
Фильм находился в производстве с 20 января по 11 февраля 1942 года и вышел на экраны 1 мая 1942 года. Фильм вышел в прокат 1 мая 1942 года.

## Оценка фильма критикой
По мнению историка кино Крейга Батлера, «это приятный маленький детектив категории В с примесью хоррора», с которым можно «приятным образом скоротать время». Как и в других фильмах цикла о Майкле Шейне, Ллойд Нолан создаёт образ «остроумного частного детектива». Он «очень забавен в этой роли, придавая сардонический оттенок, который никогда не становится слишком тяжёлым, и выстреливая смешные реплики с правильной смесью цинизма и игривости. Он также не уклоняется от драматических забот, уверенно справляясь со сценами экшна». Проблема здесь заключается в том, что «персонаж Нолана был встроен в историю, которая изначально была написана без него», и это часто заметно. «Повороты сюжета часто сбивают с толку, и для короткого хронометража фильма в него было включено слишком много событий». Тем не менее, по мнению Батлера, «это серьёзно не влияет на фактор удовольствия». Роли второго плана в исполнении Марджори Уивер и Олина Хоуленда также являются сильной стороной фильма, как и операторская работа «Джо Макдональда, который прекрасно справляется с созданием атмосферы, особенно в эпизоде, где глаза убийцы излучают таинственный блеск».
Историк кино Дерек Виннерт написал, что этот «жуткий и атмосферный нуарный детективный триллер» стал «ещё одним чрезвычайно талантливым детективным фильмом из серии о Майкле Шейне с превосходной игрой Ллойда Нолана». Эта смесь «детективной истории, ужасов и комедии уложена в захватывающие дух 65 минут». Как пишет Нолан, «в этом невероятно насыщенном сюжете есть время для автомобильной погони, перестрелки, таинственных событий в старом тёмном доме, лаборатории безумного учёного, детектива, поджаренного на электрическом стуле, и несколько умных кинокадров с панорамами затемнённых комнат, плюс тёмная фигура с демонически горящими глазами!» По мнению критика, «фильм невероятно странный и сложный, постоянно удивляющий и полностью захватывающий, режиссура динамичная и довольно стильная, а актёрский состав привлекательный, так что в целом фильм действительно хорош».
Оценивая актёрскую игру, Виннерт пишет: «Нолан сохраняет серьёзность, даже когда отпускает остроты, Пол Харви пугающе властен в роли старого отца, женатого на гораздо более молодой женщине (Хелен Рейнолдс), а Генри Вилкоксон придаёт вес зловещему доктору Хеггерду. Марджори Уивер играет привлекательную, жизнерадостную героиню, а Хелен Рейнолдс соблазнительно загадочна в роли роковой мачехи». Как далее замечает критик, «в детективных фильмах такого типа, как правило, всегда должны были присутствовать комедийные нотки, но, к сожалению, глупая игра Олина Хоуленда в роли некомпетентного начальника полиции Джонатана Мика довольно жалка. Однако актёр здесь ни в чем не виноват, он делает всё возможное, стараясь сделать материал забавным».
Киновед Хэл Эриксон назвал картину «одной из второстепенных историй» в цикле о Шейне, который «похоже, произвольно включён в процесс». Критик считает, что фильм более «интересен актёрским составом второго плана, чем самой историей».